# Mehdi Dibaj
Mehdi Dibaj (persisch مهدی دیباج Mahdi Dibadsch; * 1935; † Juni oder Juli 1994) war ein vom Islam zum Christentum konvertierter Iraner, der später Pfarrer wurde. 1994 wurde er von Unbekannten ermordet und gilt deshalb als christlicher Märtyrer.

## Leben
Dibaj entstammte einer schiitischen muslimischen Familie, war aber nach eigener Aussage bis zu seiner Bekehrung zu Jesus nie religiös. Er wuchs in der als konservativ-schiitisch geltenden nordiranischen Stadt Bābol am Kaspischen Meer in der Provinz Māzandarān auf. In jungen Jahren (Bradley nennt gleichzeitig das Alter 14 Jahre und das Jahr 1953) wurde er Christ und trat zunächst der Presbyterianischen Kirche Irans bei, doch spätestens in den 1980er Jahren gehörte er der pfingstkirchlichen Dschama'at-e Rabbani (Versammlungen Gottes) an, die seit 1960 in Teheran aktiv war. Nach der Islamischen Revolution 1979 geriet er zusehends unter den Druck der neuen iranischen Regierung, unter der die Mission bei Muslimen streng verboten war. 1983 beschuldigten ihn anonyme Gegner, Ajatollah Ruhollah Chomeini zu verhöhnen, woraufhin er in Haft genommen wurde. Zu dieser Zeit wurde noch nicht systematisch gegen Dschama'at-e Rabbani vorgegangen, vielmehr handelte es sich um spezifische Anschuldigungen gegen Dibaj. Dies änderte sich jedoch, als 1985 die Pfingstkirche in Arak und in den nächsten Jahren weitere Pfingstkirchen geschlossen wurden, so 1988 die in Maschhad und die in Sāri. Zwei Jahre lang wurde Dibaj in einer 1 m mal 1 m großen, unbeleuchteten Zelle in Einzelhaft gehalten.
1986 wurde Mehdi Dibaj vom Gericht der Islamischen Republik in Sāri wegen Glaubensabfalls zum Tode verurteilt. Gegen das Urteil legte er Berufung ein mit der Begründung, dass der Koran für Abfall vom Islam kein Todesurteil fordere. Dibaj blieb in Haft, und es dauerte bis 1993, dass der Fall erneut vom Gericht in Sāri aufgerollt wurde. Am 3. Dezember 1993 wurde er dann vom Islamischen Gerichtshof erneut wegen Glaubensabfalls zum Tode verurteilt. Bei seiner letzten Verteidigungsrede während des Prozesses rief Dibaj folgende Worte in den Gerichtssaal: „Das Leben ist für mich eine Gelegenheit, Ihm zu dienen; der Tod eine noch bessere Gelegenheit, bei Christus zu sein. Darum bin ich nicht nur zufrieden, für die Ehre Seines heiligen Namens im Gefängnis zu sein, ich bin auch bereit, mein Leben um Jesu, meines Herrn willen, hinzugeben und schon jetzt in Sein himmlisches Reich zu gelangen; an den Ort, wo die Erwählten Gottes in das ewige Leben eintreten, die Ungerechten aber in die ewige Verdammnis.“ Der Text dieser Verteidigungsrede – ein christliches Glaubensbekenntnis – und der Urteilstext wurden einem Mitarbeiter des Gefängnisses übergeben, der als armenischer Christ bald darauf Weihnachtsurlaub nahm und die Dokumente in Teheran dem armenischen Pastor von Dschama'at-e Rabbani, Haik Hovsepian Mehr, einem engen Freund Dibajs, übergab. Dieser faxte die Texte an seinen Freund Sam Yeghnazar in den USA, womit der Fall in die internationale Presse gelangte. Weltweite Proteste, die von Dibajs beiden Freunden Haik Hovsepian Mehr und Tadewos Mikajelean initiiert worden waren, führten zu einem Erfolg. Der Apostolische Nuntius des Vatikans protestierte beim Obersten Führer Ali Chamenei, und am 16. Januar 1994 wurde Mehdi Dibaj freigelassen, obwohl sein Todesurteil nicht aufgehoben wurde. Drei Tage später wurde Haik Hovsepian Mehr vermisst gemeldet, und am 30. Januar 1994 wurde seine Leiche mit zahlreichen Stichwunden gefunden. Auf Hovsepian Mehrs Begräbnis am 3. Februar 1994 sagte Dibaj: „Ich hätte sterben sollen, nicht Bruder Haik.“ Mehdi Dibaj wurde ab dem 24. Juni 1994 vermisst, und seine Leiche, ebenfalls mit Messerstichen, wurde am 5. Juli gefunden, wenige Tage nachdem auch Tadewos Mikajelean ermordet worden war. Nach Angaben der Polizei wurde Dibajs Leiche in einem Park im westlichen Teheran von Polizisten entdeckt, die auf der Suche nach den Mördern Tadewos Mikajeleans waren. Am 6. Juli 1994 nahm die iranische Polizei eine Frau fest, die nach Angaben der Polizei im Verhör erklärte, zu den Volksmudschahedin (Moujahiden Khalq) zu gehören, und diese seien auch für den Mord an Michaelian und Dibaj verantwortlich. Die iranische Regierung und die Volksmudschahedin beschuldigten sich danach gegenseitig, die beiden Pastoren ermordet zu haben.